# Малый пегий зимородок
Малый пегий зимородок (лат. Ceryle rudis) — вид птиц семейств зимородковых.
Образует монотипический род пегие зимородки (Ceryle), в который ранее также включались виды рода Megaceryle.
Длина тела около 25 см, масса 70—110 г. Окраска чёрно-белая, пёстрая, ноги серые, клюв и радужина чёрные. У самца на груди двойная чёрная «перевязь». Голос такой же резкий, как у предыдущих видов, похож на голос дятла.
Гнездится в обрывах отдельными парами или колониями до 100 и более пар.
Основой питания служит мелкая рыба, крабы, водные беспозвоночные, которых птица ловит в реках, прудах, рисовых чеках. Многочисленная птица, часто селится около жилья человека.
Оседлая птица. Распространена в Африке (южнее Сахары и в бассейне Нила), Передней, Южной и Юго-Восточной Азии.
В России зарегистрированы залёты этой птицы в низовья Волги.

## Ссылки

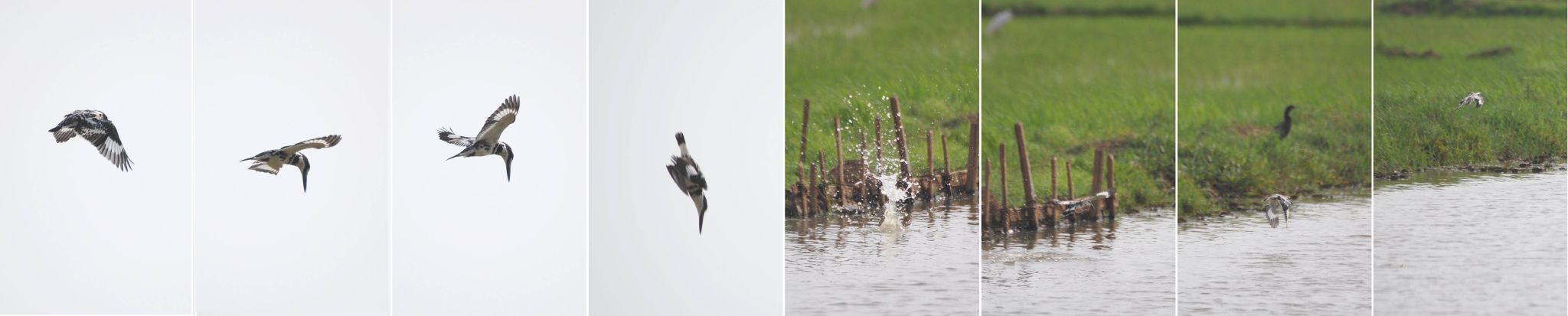

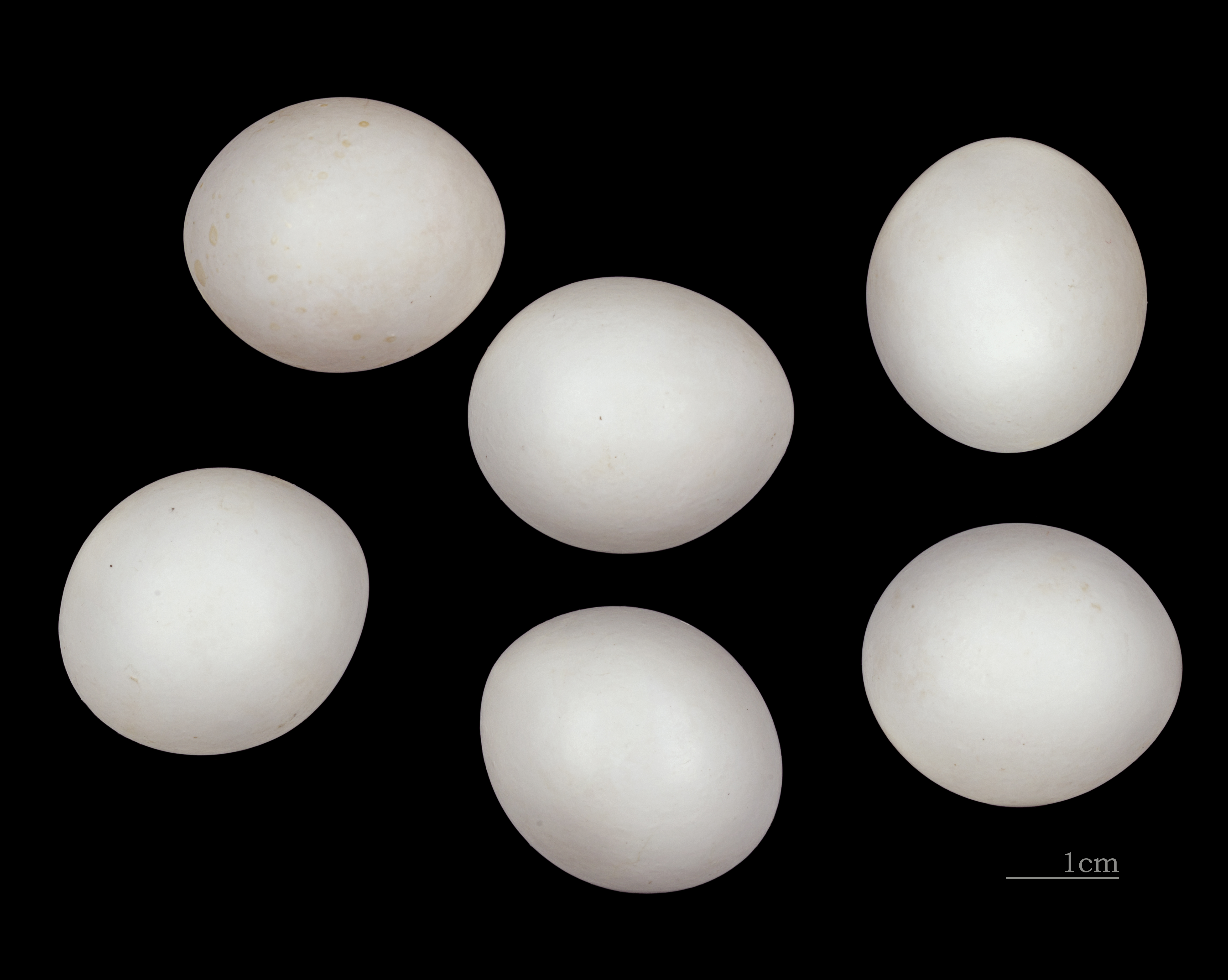
Яйца Ceryle rudis